# Crema Football Club 1930-1931
Questa pagina raccoglie le informazioni riguardanti la società calcistica italiana Crema Football Club nelle competizioni ufficiali della stagione 1930-1931.

## Rosa
| N. |                   | Ruolo | Calciatore            |
| -- | ----------------- | ----- | --------------------- |
|    | Italia (bandiera) | C     | Renato Aschedamini    |
|    | Italia (bandiera) | P     | Cantoni               |
|    | Italia (bandiera) | A     | Guido Ceruti          |
|    | Italia (bandiera) | C     | Cerri                 |
|    | Italia (bandiera) | A     | Adriano Dosi          |
|    | Italia (bandiera) | A     | Dossena               |
|    | Italia (bandiera) | C     | Romolo Erfini         |
|    | Italia (bandiera) | A     | Giovanni Livraghi     |
|    | Italia (bandiera) | P     | Pietro Meanti         |
|    | Italia (bandiera) | A     | Giovanni Moretti (II) |

| N. |                   | Ruolo | Calciatore           |
| -- | ----------------- | ----- | -------------------- |
|    | Italia (bandiera) | C     | Giuseppe Moretti (I) |
|    | Italia (bandiera) | A     | Renato Olmi          |
|    | Italia (bandiera) | D     | Amilcare Rigosa      |
|    | Italia (bandiera) | A     | Prospero Sabbia      |
|    | Italia (bandiera) | C     | Ettore Simonetti     |
|    | Italia (bandiera) | A     | Spinelli             |
|    | Italia (bandiera) | D     | Felice Stabilini     |
|    | Italia (bandiera) | D     | Gaetano Vaiani (II)  |
|    | Italia (bandiera) | D     | Verdelli             |
|    | Italia (bandiera) | A     | Carlo Voltini        |